# Anthidium thomsoni
Anthidium thomsoni är en biart som beskrevs av Morawitz 1894. Anthidium thomsoni ingår i släktet ullbin, och familjen buksamlarbin. Inga underarter finns listade i Catalogue of Life.